# Francesco Paolo Labisi
Francesco Paolo Labisi (Noto, 1720 – Noto, 1798) è stato un architetto italiano, tra i principali esponenti del Barocco siciliano.

## Biografia
Francesco Paolo Labisi, dotto architetto notinese appartenente alla piccola aristocrazia, dal 1740-50 è, insieme a Vincenzo Sinatra, tra i protagonisti del rinnovamento dell'architettura barocca nel Val di Noto (ben interpretata nella prima metà del secolo dal capomastro e architetto siracusano Rosario Gagliardi) verso il rococò e lo stile neoclassico.
Labisi realizzò la maggior parte dei suoi edifici nella città di Noto, ricostruita sul colle Meti in seguito al terremoto del 1693 che aveva raso al suolo la vecchia città-capovalle sul monte Alveria, e non va più lontano di Ispica o di Modica, a qualche decina di chilometri dalla città, per cercare incarichi. Buon progettista ed eccellente disegnatore, virtuoso autodidatta nel progettare chiese e comporre decorazioni, ma sfortunato nel portare a compimento le opere, forse per l'inesperienza pratica e la pomposità di una ostentata erudizione, oggi è considerato meritatamente, nonostante l'ambito provinciale degli interventi, uno dei principali artefici del panorama culturale del suo tempo, per aver contribuito a creare una città assolutamente unica, dimensionalmente piccola ma ispirata alle buone idee che allora circolavano in Europa ed esteticamente bella. L'architetto, secondo Labisi, ancorché avere esperienza di capomastro o intagliatore (come in realtà ne avevano Gagliardi e Sinatra, che erano comuni cittadini, non di origine aristocratica, i quali avevano fatto la gavetta nel cantiere) doveva avere una cultura specifica nel campo delle arti liberali, nella matematica e nella filosofia.
Oltre alle numerose opere realizzate a Noto e nei dintorni, Labisi lavorò per la città di Noto in qualità di suo architetto ufficiale dal 1748. Dal 1760 al 1787 ricoprì la carica di Ingegnere Reale della Città di Noto e Architetto Comunale.
Unica, per la dovizia di dettagli e caratteri stilistici, è la documentazione grafica del suo progetto sulla Casa dei Padri Crociferi di Noto, la cui schedatura, completa di un attento rilievo fotografico, è stata eseguita per la prima volta nel 2010 dall'Arch. Vincenzo Mangione, in occasione della sua tesi di dottorato sotto la guida del prof. Giuseppe Pagnano, per l'Università degli Studi di Catania. Si tratta di 13 tavole grafiche che rappresentano il progetto in piante, prospetti e sezioni, conservate presso la Biblioteca Comunale di Noto. 
Il figlio, Maria Bernardo, anch'egli architetto, sarà un altro protagonista del tardo-barocco netino.

## L'influsso della filosofia di Wolf
Nel progetto per la chiesa di San Camillo e per la casa dei padri Crociferi, ed esattamente sopra i disegni delle trabeazioni delle facciate sud ed ovest, Labisi scrisse che stava seguendo le idee di Christian Wolf, filosofo e matematico tedesco, allievo di Leibnniz e professore ad Halle, del quale egli aveva letto gli "Elementa", tradotti dal latino in italiano nel 1746 dal suo maestro Francesco Sortino, come testimonia la dedica "Per l'uso personale dell'Architetto Reale della Città di Noto: Don Paolo Labisi". I suoi edifici in realtà denotano una chiara dipendenza dai modelli italiani del tempo, come quelli di Fuga a Roma e del messinese Filippo Juvarra a Torino. La filosofia di Wolf era molto in voga nei salotti di tutta Europa in quegli anni e la sua popolarità era giunta anche in Sicilia grazie ai nobili e gli studiosi (Giacomo Nicolaci, protettore e sostenitore di Labisi, ne possedeva una copia). È probabile dunque che la ostentata conoscenza del filosofo tedesco, più che la effettiva ispirazione dei propri disegni ai suoi princìpi, lo abbia aiutato, per la sua autorevolezza, ad ottenere l'incarico per la casa dei padri Crociferi. Tuttavia quest'opera non fu eseguita secondo i dettami e le bizzarre ornamentazioni del progettista, per problemi di ordine finanziario e per uno scandalo edilizio che lo coinvolse.

## Un trattato di architettura e di giurisprudenza
Nel 1773 Labisi cercò di ristabilire la propria autorevolezza con un trattato sull'architettura civile ad uso degli architetti netini dal titolo "Volume IV", che tratta di architettura e di giurisprudenza, dove alla stregua di altri trattatisti del tempo che citano Wolf, spiega il concetto giuridico di "servitù", definita nel modo in cui un edificio si rapporta ai diritti e doveri dei proprietari confinanti. Gran parte del libro reinterpreta e cita con ostentata erudizione una gran quantità di trattati analoghi.

## Opere
- Duomo di San Giorgio (Modica), la cui facciata (del 1761) presenta chiari riferimenti alla coeva Katholische Hofkirke di Dresda, in seguito ne perse la direzione dei lavori, che venne affidata ai capimastri;
- Palazzo Nicolaci di Villadorata (Noto);
- Palazzo Ducezio (Noto);
- Chiesa di Montevergine (Noto);
- Chiesa del Crocifisso (Noto);
- Chiesa di San Camillo e casa dei padri Crociferi (Noto, 1750), non furono costruite secondo i dettami del progettista che nel 1770 ne perse la direzione dei lavori;
- Villa Eleonora dei Principi Nicolaci di Villadorata (nei pressi di Noto).
- Villa Favorita dei Pignatelli Aragona Cortés (Noto, 1752)